# Toetsenblok

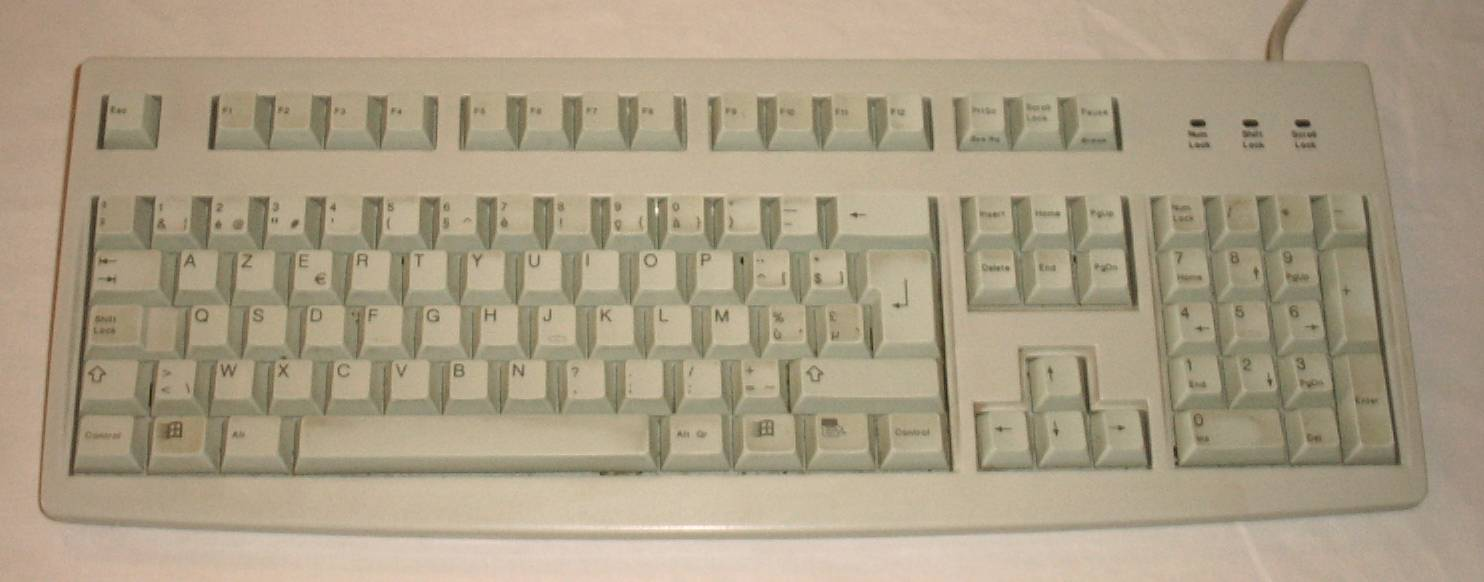
Het toetsenblok is het meest rechts gelegen blokje toetsen

Een toetsenblok of keypad is een klein specialistisch toetsenbordje. Het kan voorkomen als geïntegreerd onderdeel in een ander apparaat, zoals in een normaal computer-toetsenbord of telefoontoestel, hetzij als zelfstandig kastje dat ingeplugd kan worden in een computer of laptop. Ook de bedieningsknopjes van PDA's en rekenmachines worden toetsenblokken genoemd.

## Functie
De meest gebruikelijke functie van het toetsenblok is om snel de numerieke toetsen te kunnen gebruiken, dit is speciaal handig voor data-invoer en rekenkundige bewerkingen.
Ook worden in bepaalde programma's de toetsen van het toetsenblok gebruikt voor speciale functies, zoals in muzieknotatiesoftware, waar soms via het toetsenblok noten kunnen worden ingevoerd in het programma.
Op een numeriek toetsenbordje is vaak het cijfer 5 door een klein bobbeltje op de toets extra voelbaar gemaakt, wat oriëntatie van de vingers vergemakkelijkt en blindtypen vereenvoudigt.

## Externe toetsenblokken
Voor laptops zijn aparte lichte en kleine inplugbare toetsenblokken handig omdat anders middels speciale functietoetsen de toetsenblokfuncties op het reguliere toetsenbord benaderd moeten worden.

## Vergelijkingen
Op een telefoon zit een toetsenblok, waarmee nummers gekozen kunnen worden en waarmee eventueel ge-sms't kan worden. Zie ook DTMF.

## Indeling
Er is geen overeenstemming over de indeling van de toetsen.
Dit komt doordat de fabrikanten onafhankelijk van elkaar een standaard vaststelden.
De standaardindeling (1, 2, 3 boven, 0 middenonder) treft men aan op telefoons, pinautomaten, afstandsbedieningen enz.
De andere indeling (7, 8, 9 boven, 0 linksonder of op een extra brede toets) treft men aan op rekenmachines en dus ook op de toetsenborden van computers.
| Standaard | Standaard | Standaard |   | Rekenmachine | Rekenmachine | Rekenmachine |
| --------- | --------- | --------- | - | ------------ | ------------ | ------------ |
| 1         | 2         | 3         | 7 | 8            | 9            |              |
| 4         | 5         | 6         | 4 | 5            | 6            |              |
| 7         | 8         | 9         | 1 | 2            | 3            |              |
|           | 0         |           | 0 |              |              |              |

Over de verschillende indelingen wordt veel geklaagd door mensen die met verschillende apparatuur moeten werken.
Het wordt nog erger als een telefoonnummer gekozen moet worden op het toetsenbord van een computer.
De fabrikanten zijn echter nog niet tot overeenstemming gekomen om een universele norm vast te stellen.
Op telefoontoestellen - en ook wel bij andere apparatuur - staan er soms ook letters op de toetsen. Het is daardoor mogelijk dat een telefoonnummer letters bevat en daardoor makkelijker te onthouden is. De toetsen worden zelfs gebruikt om op een primitieve manier teksten in te voeren, bijvoorbeeld voor een sms. Zie hiervoor Letters in telefoonnummers.